# Multimulțime
O multimulțime este un concept matematic care reprezintă o extindere a conceptului de mulțime în care fiecare element al mulțimii poate apărea mai mult de o singură dată. Numărul de prezențe al fiecărui element se numește multiplicitate. O mulțime este un caz particular de multimulțime în care multiplicitatea fiecărui element este 1. Un element care nu aparține multimulțimii are multiplicitate zero.               
Intuitiv, un astfel de obiect poate fi văzut ca un set de elemente din A în cazul în care un element poate apărea de mai multe ori.
Se poate considera și ca o listă comutativă.

## Definire formală
O multimulțime este o pereche (A, m), unde A este mulțimea suport a multimulțimii și m un parametru ce ia valori în mulțimea numerelor naturale strict pozitive, numit multiplicitate.

## Exemple
Unul dintre exemplele cele mai simple și mai naturale este multimulțimea de factori primi a unui număr n. Aici setul de elemente care stau la bază este un set de divizori primi ai lui n. De exemplu, numărul 120 are factorizarea primă:
{\displaystyle 120=2^{3}3^{1}5^{1}\,}
care este multimulțimea {2, 2, 2, 3, 5}.
Un alt exemplu este legat de multimulțimea de soluții al unei ecuații algebrice. O ecuație pătratică, de exemplu, are două soluții. Cu toate acestea, în unele cazuri ele sunt același număr. Astfel, multimulțimea de soluții ale ecuației ar putea fi {3, 5} sau ar putea fi {4, 4}. În acest caz ecuația are o soluție de multiplicitate 2.
Alt exemplu este legat de mulțimea de elemente chimice dintr-o formulă chimică a unei substanțe unde numărul de atomi din fiecare element constituie multiplicitatea elementului.